# Ernst Debes
Ernst Debes (Neukirchen bei Eisenach, 22 de junio de 1840 - Leipzig, 22 de noviembre de 1923) fue un cartógrafo alemán.

## Biografía

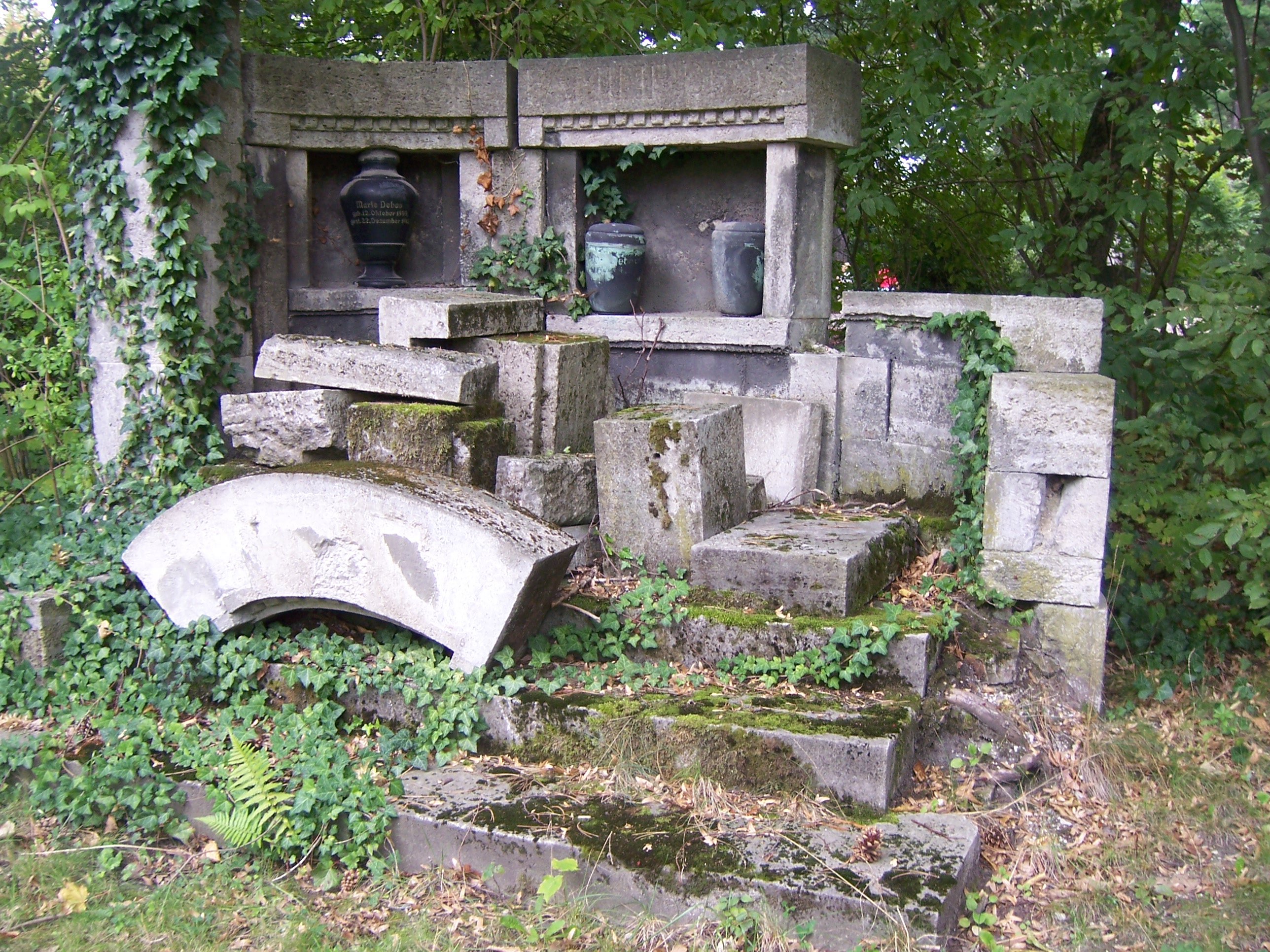
Tumba de la familia Debes, en el cementerio Leipziger Südfriedhof

Ernst Debes era el hijo de August Debes, cantor de iglesia. Recibió su educación secundaria en Eisenach, obteniendo brillantes calificaciones en matemáticas y en dibujo. Siendo aprendiz de la escuela de agrimensura en Gotha ya dio muestras de su talento, realizando por su cuenta estudios sobre el bosque de Turingia. A partir de 1858, permaneció en el instituto geográfico de Justus Perthes bajo la dirección de August Petermann, y entre 1868 y 1869 residió en París. Desde 1870, debido a la situación política, residió en casa de Karl Baedeker en Coblenza, donde planearon la fundación de su propia empresa editorial en Leipzig, a la que se incorporó en 1872 Eduard Wagner y después su hijo Heinrich Wagner; adoptando el nombre de "H. Wagner & E. Debes" el 1 de enero de 1872. Ese mismo año hizo un intercambio con la editorial Karl Baedeker, haciéndose la nueva compañía con la mayoría de los mapas de la guía Baedeker.
En 1879 comenzó a trabajar sobre láminas físicas (hidrografía y climatología). En 1895 se editó un Atlas Práctico sobre botánica, traducido a numerosos idiomas. Su trabajo en el campo de las diatomeas dio lugar a una valiosa colección de dibujos artísticos, que tras su muerte se ha conservado junto con su biblioteca asociada en la Universidad de Gießen.
Tuvo dos hijos: Eugen en 1875 y Eduard en 1876.
Las cenizas de Ernst Debes fueron enterradas en el cementerio Leipziger Südfriedhof, en una sepultura familiar.

## Trabajos

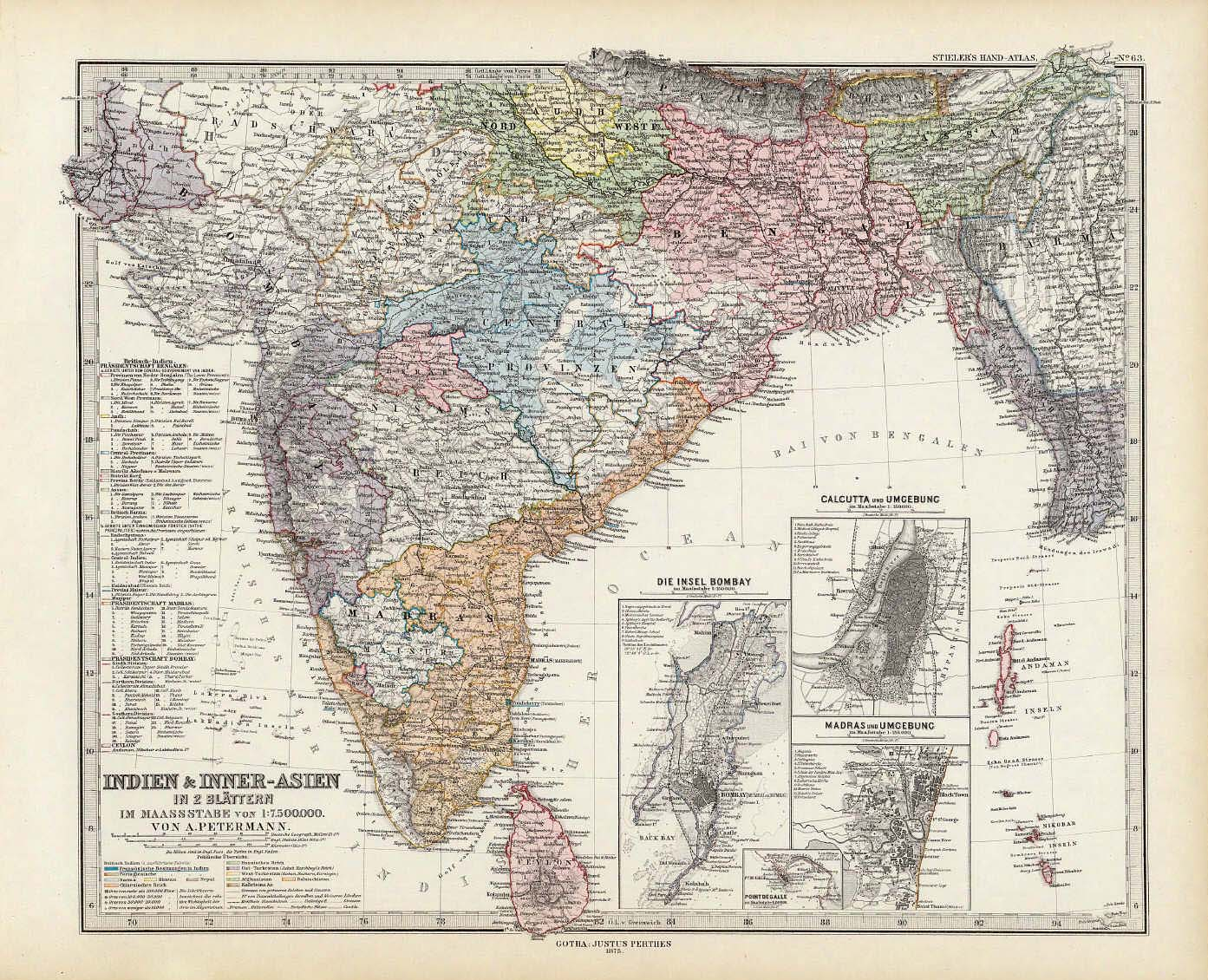
Mapa de la India y Asia, perteneciente al Atlas de Stieler.

- Creación de hojas de mapas del Atlas Manual de Stieler: mapas de las islas británicas, del estrecho de Gibraltar, del Polo Sur y del Este de Asia, Polinesia y el Pacífico.
- Mondatlas (Atlas Lunar)
- A partir de 1872 se editaron los elementos cartográficos de la guía Baedeker (Editorial "Fa. H. Wagner y E. Debes")
- En 1877 se comienza una serie en tres partes de un pequeño Atlas de mano (primera compañía editorial independiente con dos variantes adicionales de un atlas escolar con mapas mudos y un atlas con las provincias de Prusia)
- 1881 "Atlas Escolar Debes para el nivel medio de educación" con 31 láminas
- 1884 "Atlas de Secundaria" con Alfred Kirchhoff, incluyendo 60 láminas
- 1895 Primera edición de sus Grandes Atlas Manuales, incluyendo una edición rusa denominada "Petris Handatlas", publicada por Adolf Fiódorovich en San Petersburgo; por el editor checo Jan Otto en Praga; y por la editorial húngara Magyar Földrajzi Intézet en Budapest.

## Reconocimientos
- En el aniversario de sus 50 años de carrera recibió el título de doctor honoris causa por la Universidad de Giessen.
- Fue nombrado Profesor de Geografía (Professor der Geographie) por el rey de Sajonia.
- La Unión Astronómica Internacional nombró en 1935 en París el cráter lunar Debes en su memoria.